# Simon Boswell
Pour les articles homonymes, voir Boswell.
Simon Boswell, né en 1956 à Londres, est un compositeur britannique de musique de film.

## Filmographie
- 1985 : Phenomena de Dario Argento (Musique en collaboration avec Goblin)
- 1986 : Démons 2 de Lamberto Bava
- 1987 : Bloody Bird
- 1989 : Santa Sangre
- 1990 : Hardware de Richard Stanley
- 1992 : Le Souffle du démon (Dust Devil) de Richard Stanley
- 1995 : Le Maître des illusions (Lord of Illusions) de Clive Barker
- 1994 : Petits Meurtres entre amis
- 1995 : Hackers
- 1997 : Américain impekable (American Perfekt)
- 1997 : Perdita Durango
- 1997 : The Lakes  (série télévisée)
- 1998 : La Cousine Bette (Cousin Bette)
- 1999 : The War Zone de Tim Roth
- 1999 : Women Talking Dirty de Coky Giedroyc
- 2000 : Jimmy Grimble
- 2000 : Born Romantic
- 2002 : Hypnotic
- 2003 : Amour interdit (The Sleeping Dictionary)
- 2004 : Classé Surnaturel (série télévisée)
- 2005 : The River King
- 2005 : Incubus d'Anya Camilleri
- 2007 : Deux princesses pour un royaume (série télévisée)
- 2008 : Bathory
- 2020 : L'esprit s'amuse (Blithe Spirit) d'Edward Hall

## Nominations et récompenses
- 1991 : (Saturn Award), Santa Sangre (prix)
- 1996 : Fangoria Chainsaw Awards, (Le Maître des illusions) (prix)
- 1998 : BAFTA Awards, (The Lakes) (nommé)
- 1998 : Goya Awards, (Perdita Durango) (nommé)
- 2003 : DVD Exclusive Awards, (Amour interdit) (nommé)
- 2004 : Paris Film Festival, Hypnotic (prix)
- 2007 : Prix Kanon du meilleur film musical pour Slipp Jimmy fri (prix)